# من نباید زنده باشم
من نباید زنده باشم (انگلیسی: I Shouldn't Be Alive) یک مجموعه تلویزیونی مستند است که تاکنون در شبکه‌های تلویزیونی کشورهای مختلفی همچون آمریکا، کانادا، بریتانیا، هلند، استرالیا، نیوزیلند، هند، ایران، پاکستان، آفریقای جنوبی و فیلیپین پخش شده است. این مستند تلویزیونی در ایران، توسط شبکه مستند پخش شده است. این مجموعه مستند، توسط شرکت بریتانیایی «دارلو اسمیتسون پروداکشن» تهیه شده است.
مستند من نباید زنده باشم، به روایت اتفاقاتی که یک فرد یا گروهی از افراد، در موقعیت‌های خطرناک با آن مواجه شده‌اند پرداخته و با مصاحبه و بازسازی صحنه‌هایی از موقعیت آن‌ها، سعی دارد، به دلایل و تصمیماتی که باعث شده بود، این افراد، جان سالم به در برند، بپردازد.